# Nikola Kojić
Nikola Kojić (serbisch: Никола Којић) (* 28. März 1979 in Belgrad) ist ein aus Jugoslawien stammender ehemaliger Handballspieler serbischer Nationalität.
Der 1,87 Meter große und 95 Kilogramm schwere rechte Rückraumspieler stand bis 2010 bei RK Celje unter Vertrag. Zuvor spielte er bei RK Roter Stern Belgrad, RK Sintelon, erneut RK Roter Stern Belgrad und RK Koper. Mit diesen Vereinen spielte er im EHF-Pokal (2001/2001, 2002/2003, 2004/2005, 2005/2006, 2007/2008, 2009/2010), im EHF Challenge Cup (2003/2004) und in der EHF Champions League (1997/1998, 1998/1999, 2008/2009, 2009/2010). Er wechselte 2010 zum spanischen Verein Naturhouse La Rioja und von dort 2011 nach Izola, bei dem er 2015 seine Karriere beendete.
Nikola Kojić stand im Aufgebot der serbischen Nationalmannschaft, so für die Europameisterschaft 2010.